# Oliver Bäte

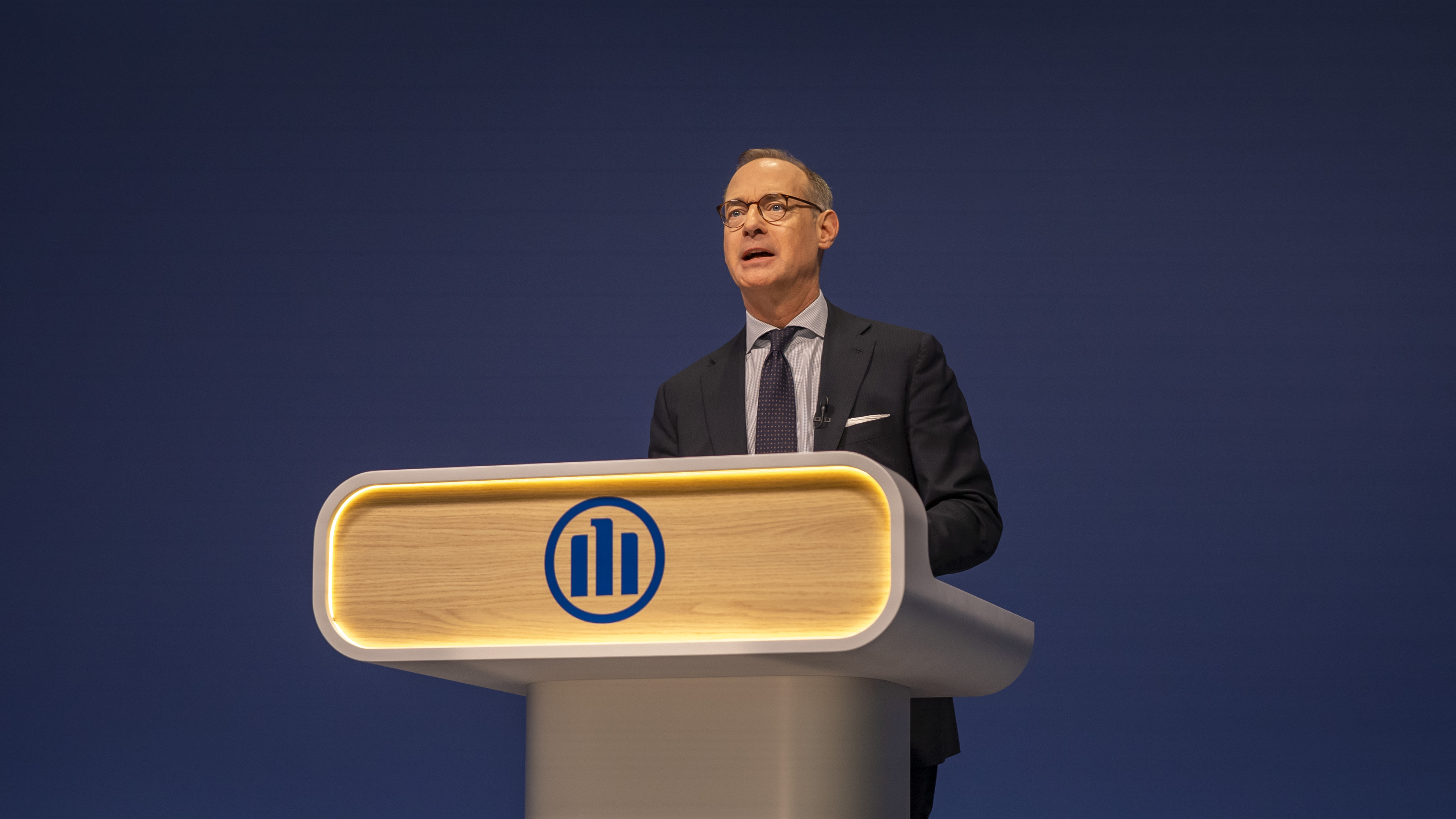
Oliver Bäte spricht auf dem 2025 Allianz Annual Global Meeting

Oliver Bäte (* 1. März 1965 in Bensberg) ist ein deutscher Manager in der Versicherungswirtschaft. Seit dem 7. Mai 2015 ist er Vorstandsvorsitzender der Allianz SE.

## Leben
Als Sohn der Lyrikerin Hedwig Bäte und Jochen Bäte absolvierte er nach dem Abitur von 1984 bis 1988 eine Ausbildung zum Bankkaufmann bei der Westdeutschen Landesbank in Köln. Von 1988 bis 1993 studierte er Betriebswirtschaftslehre an der Universität zu Köln und der Stern School of Business der New York University mit einem Abschluss als Master of Business Administration. In Köln schloss er sich 1988 dem Corps Marcomannia Breslau zu Köln an. Von 1993 bis 2007 arbeitete Bäte für McKinsey & Company. Bereits dort spezialisierte er sich auf das Versicherungsgeschäft. Zuletzt war er seit 2003 Direktor und Leiter des europäischen Insurance- und Asset-Management-Sektors bei McKinsey & Company, Deutschland. Seit Januar 2008 ist er Mitglied des Vorstandes der Allianz SE. Dort war er bis September 2009 als Chief Operating Officer verantwortlich und zwischen September 2009 und Dezember 2012 für den Bereich Controlling, Reporting, Risk als Finanzvorstand zuständig. Seit 2013 verantwortete er das Versicherungsgeschäft in Frankreich, den Benelux-Staaten, Italien, Griechenland und der Türkei sowie den Fachbereich Globale Sachversicherung. Im Januar 2015 wechselte er in das Ressort Global Property & Casualty. Am 7. Mai 2015 übernahm er die Position des Vorstandsvorsitzenden der Allianz SE von Michael Diekmann, der im Alter von 60 Jahren ausschied. Bäte ist verheiratet und hat zwei Kinder. Im Jahr 2007 wurde er vom Institutional Investor Magazine zum „Mister Efficiency“ gewählt.
2018 setzte er gegen Widerstand durch, dass die Allianz Hauptsponsor der Olympischen Spiele in Peking wurde.
Bäte hat 2024 als Allianz-Vorstandsvorsitzender mit Grundgehalt, ausgezahlten Boni und Pensionszusagen 10,23 Millionen Euro verdient. Er forderte Anfang 2025 den Karenztag bei Krankmeldungen wieder einzuführen. „Damit würden die Arbeitnehmer die Kosten für den ersten Krankheitstag selbst tragen“.